# 古巴奇夫卡
48°52′36″N 27°36′11″E / 48.87667°N 27.60306°E
古巴奇夫卡（烏克蘭語：Губачівка），是烏克蘭的村落，位於該國西南部文尼察州，由日梅林卡區負責管轄，面積3.65平方公里，海拔高度292米，2001年人口25，人口密度每平方公里6.85人。